# Ophrys llenasii
Ophrys llenasii là một loài thực vật có hoa trong họ Lan. Loài này được Sennen ex E.G.Camus mô tả khoa học đầu tiên năm 1928.